# Astragalus pseudopellitus
Astragalus pseudopellitus är en ärtväxtart som beskrevs av Dieter Podlech. Astragalus pseudopellitus ingår i släktet vedlar, och familjen ärtväxter. Inga underarter finns listade i Catalogue of Life.